# La Brigade du Texas
Pour plus de détails, voir Fiche technique et Distribution.
La Brigade du Texas (Posse) est un film américain de Kirk Douglas, sorti en 1975.

## Synopsis
En 1892, au Texas, le Marshal Howard Nightingale, qui prétend à devenir sénateur, parcourt l'État à bord d'un train spécial, entouré d'une brigade d'hommes qui l'aident à traquer les hors-la-loi. Ils débusquent la redoutable bande de Jack Strawhorn qui vient de réussir un braquage de plusieurs milliers de dollars. Mais, contre toute attente, Nightingale fait mettre le feu à la grange où les bandits sont réfugiés. Seul le chef échappe à la mort, dans le but d'être exhibé aux habitants de la ville où le marshall fait une entrée triomphale. Il s'impose alors comme le rempart à l'insécurité dans l'État. Mais le lendemain, Jack Strawhorn parvient à s'échapper et compte bien se venger d'une manière inattendue.

## Fiche technique
- Titre français : La Brigade du Texas
- Titre original : Posse
- Réalisation : Kirk Douglas
- Scénario : Christopher Knopf (en) et William Roberts
- Direction artistique : Lyle Wheeler
- Décors : Fred Price
- Régisseur d'extérieurs : Jack N. Young
- Photographie : Fred J. Koenekamp
- Son : Tom Overton
- Montage : John W. Wheeler
- Musique : Maurice Jarre
- Production  : Kirk Douglas
- Production exécutive : Phil Feldman
- Société de production : Bryna Productions
- Société de distribution : Paramount Pictures
- Pays d'origine :  États-Unis
- Langue originale : anglais
- Format : couleur (Technicolor) — 35 mm — 2,35:1 (Panavision) —  son Mono
- Genre : Western
- Durée : 92 minutes
- Dates de sortie : 
  -  États-Unis : 4 juin 1975
  -  France : 28 juillet 1976
- Affiche : Michel Landi (France)

## Distribution
- Kirk Douglas (VF : Roger Rudel) : Howard Nightingale
- Bruce Dern (VF : Dominique Collignon-Maurin) : Jack Strawhorn
- Bo Hopkins (VF : Michel Bedetti) : Wesley
- James Stacy (VF : Jean Lagache) : Harold Hellman
- Luke Askew (VF : Michel Barbey) : Krag
- David Canary : Pensteman
- Alfonso Arau (VF : Serge Lhorca) : Pepe
- Mark Roberts (en) (VF : Jean Berger) : Monsieur Cooper
- Katherine Woodville : Madame Cooper
- Beth Brickell (VF : Joëlle Janin) : Carla Ross
- Dick O'Neill (VF : Michel Gudin) : Wiley
- William H. Burton : McCanless
- Louise Elias : Rains
- Allan Warnick (VF : Thierry Bourdon) : le télégraphiste

## Autour du film
Le film est la deuxième, et dernière, réalisation de Kirk Douglas. Il avait réalisé trois ans auparavant Le Trésor de Box Canyon, dont le tournage fut très pénible et la sortie désastreuse. Avec La Brigade du Texas, il réalise un western d'une très grande qualité et insolite où il s'attribue le rôle d'un homme politique opportuniste, démagogue et ambitieux. Le film fut présenté à la Berlinale 1975 et fut bien accueilli par la critique. Malheureusement, le film ne fut pas un succès public, ce qui détourna Kirk Douglas définitivement de la réalisation[réf. nécessaire].